# مركز الأطراف الصناعية في غزة
مركز الأطراف الصناعية في غزة هو مركز تأهيل طبي يتبع لبلدية غزة، تأسس عام 1975 بهدف تقديم الحلول والدعم للأشخاص ذوي الإعاقات الحركية الناجمة عن الحروب، والأمراض، وحوادث الطرق. تأسس بجهود رشاد الشوا، ويعمل على تصنيع الأطراف الصناعية وتوفير الرعاية والتأهيل للمحتاجين. تم تدريب كوادر محلية في الأردن لتعلم صناعة الأطراف، ليصبح المركز اليوم ركيزة أساسية في تحسين جودة حياة المعاقين في القطاع.

## أهداف المركز
يهدف المركز للعمل على تحسين جودة حياة الأفراد ذوي الإعاقة والبتر وصعوبات الحركة، وتطوير خدمات التأهيل المقدمة لهذه الفئة. زيادة الوعي المجتمعي بقضايا الأفراد ذوي الإعاقة والبتر، ودعم دمج الأفراد ذوي الإعاقة في المجتمع بشكل مستقل.

## مزايا المركز
يتميز مركز الأطراف الصناعية والشلل بإمكانات متقدمة، حيث يقوم بتصنيع أطراف صناعية متنوعة تشمل أطرافًا سفلية وعلوية فردية ومزدوجة، بالإضافة إلى أجهزة تقويم العمود الفقري وسواند الأقدام. يتم تصنيع هذه الأجهزة داخل معامل المركز باستخدام مواد خام مستوردة عبر معبر بيت حانون، بتنسيق مع اللجنة الدولية للصليب الأحمر والاحتلال الإسرائيلي.

## خدماته
يقدم المركز مجموعة خدمات شاملة لتحسين حياة الأفراد ذوي الإعاقة والبتر، تشمل برنامج الأطراف الصناعية، وبرنامج الأجهزة التقويمية لتحسين حركة المرضى، وبرنامج العلاج الطبيعي لإعادة التأهيل. كما يعالج المركز القدم الحنفاء للأطفال باستخدام تقنية بونسيتي [الإنجليزية]، ويوفر برنامج القدم السكرية للوقاية من مضاعفات السكري عبر أحذية وأجهزة تقويمية. بالإضافة إلى برنامج الكراسي المتحركة لتلبية احتياجات المرضى الحركية، وخدمات الدعم النفسي لتخفيف التوتر وتعزيز ثقة المرضى بأنفسهم.